# 리히터스빌
리히터스빌(독일어: Richtischwiil)은 스위스 취리히주의 호르겐구에 있는 자치체이다.

## 역사
리히터스빌은 1265년에 Richtliswile로 처음 언급되었다.
17세기에 스위스 전역에서 일련의 농민 반란이 일어났다. 이러한 반란 중 하나인 1645/46 베덴스빌 조세 반란은 취리히 호수 주변에서 발생했으며, 리히터스빌 마을과 관련되었다. 리히터스빌러 바이벨 루돌프 골드슈미트는 반란이 실패한 후 취리히에서 처형된 반란 지도자 중 한 명이었다. 1차 빌메르겐 전쟁 (1656) 동안 리히터스빌은 슈비츠의 군대에 의해 침공되었다. 2차 빌메르겐 전쟁 동안 도시 위에 새로 지어진 요새가 또 다른 침략을 막았다. 프랑스가 수립한 헬베틱 공화국 하에서 리히터스빌은 호르겐 지역의 일부였으며, 주변 마을보다 높은 세율을 적용했다. 이 높은 세금의 일환으로 2차 연합 전쟁 (1799) 동안 프랑스 군대를 수용해야 했다. 1804년(보켄크리크) 취리히에 대한 봉기가 실패하자 리히터스빌은 가혹한 처벌을 받았다.
1803년부터 1831년까지는 베덴스빌 지역의 일부였으나 1831년부터 호르겐 지역에 속하게 되었다. 1831년부터 잠슈타게른은 지자체인 리히터스빌의 일부였다. 1869년에 리히터스빌 시민들의 대다수는 새로운 민주주의 주 헌법에 반대표를 던졌다.

## 지리

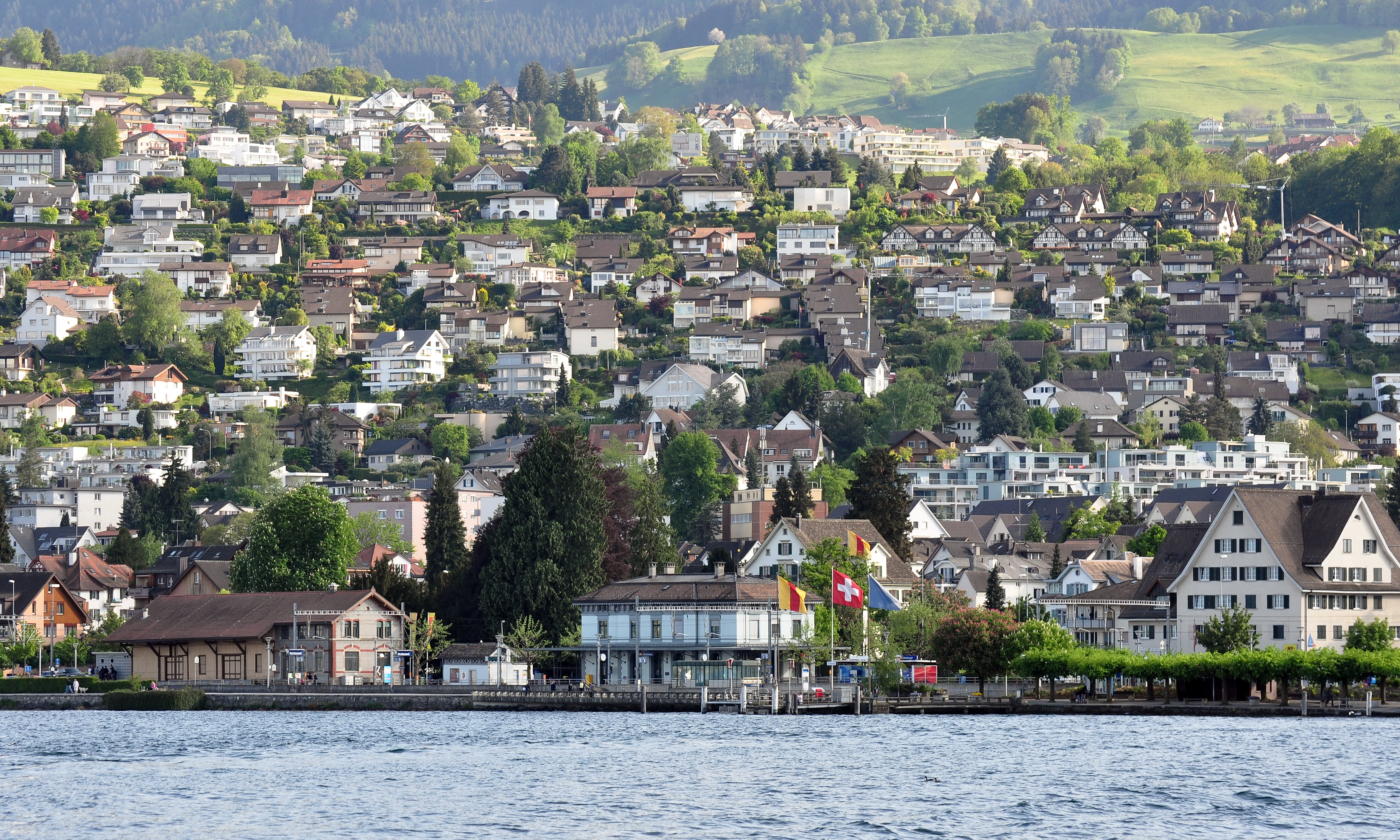
취리히호에서 본 리히트스빌

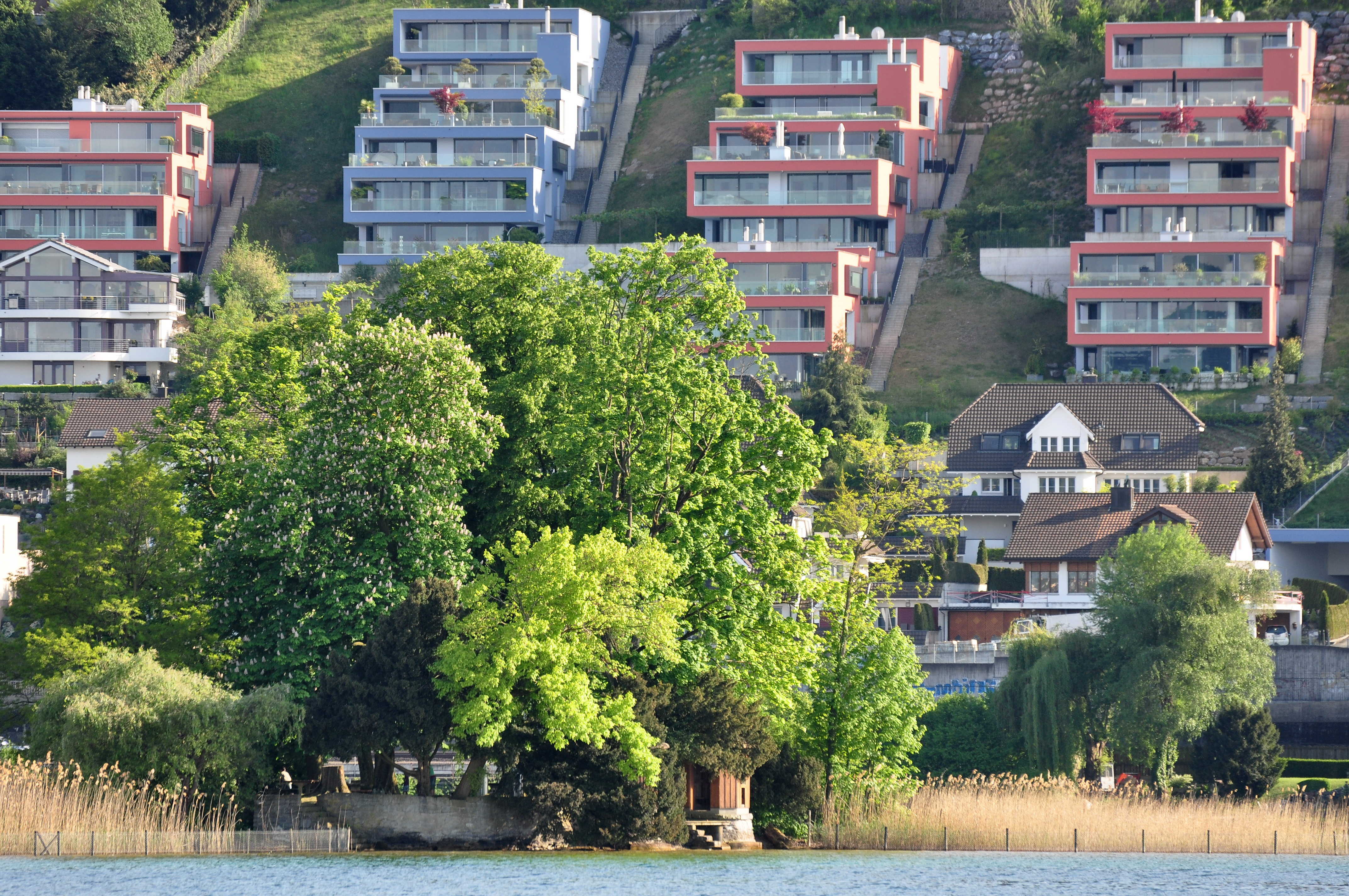
쇠넨비르트섬

리히터스빌의 면적은 7.6k㎡이다. 이 지역의 54.7%는 농업용으로 사용되며, 7.8%는 산림이다. 나머지 토지 중 36.6%는 정착지(건물 또는 도로)이고 나머지(0.9%)는 비생산적(강, 빙하 또는 산)이다. 1996년 주택과 건물이 전체 면적의 26.4%를 차지했고 나머지는 교통 기반시설이 차지했다(10.2%). 전체 비생산 지역 중 물(하천과 호수)은 면적의 0.5%를 차지했다. 2007년 현재 전체 시정촌 면적의 34.8%가 어떤 형태로든 건설되고 있다.
휘트너제의 북쪽 해안은 지자체에 있다. 취리히 호수의 왼쪽 해안에 위치하고 있다. 여기에는 도르프와 베르크(잠슈타게른 마을의 일부)로 알려진 구간이 포함된다.

## 인구통계
2020년 12월 31일 기준, 리히터스빌의 인구는 13,670명이다. 2007년 기준으로 전체 인구의 17.6%가 외국인이다. 2008년 기준으로 인구의 성별 분포는 남성 49%, 여성 51%였다. 지난 10년 동안 인구는 18.7%의 비율로 증가했다. 2000년 기준, 인구 대부분인 89.0%가 독일어를 사용하며, 이탈리아어가 두 번째로 많이 사용(2.9%)되고, 영어가 세 번째(1.8%)로 사용된다.
2007년 선거에서 가장 인기 있는 정당은 34.5%의 득표율을 기록한 SVP였다. 다음으로 가장 인기 있는 3개 정당은 SPS (17.4%), FDP (15%) 및 CSP (10.6%)였다.
인구의 연령분포(2000년 기준)는 어린이와 청소년(0~19세)이 전체 인구의 23.8%, 성인(20~64세)이 62.6%, 노인(64세 이상)이) 13.6%를 차지한다. 리히터스빌에서는 인구의 약 80.8%(25-64세)가 비필수 고등교육 또는 추가 고등교육(대학 또는 응용학문대학)을 완료했다. 리히터스빌에는 4,452세대가 있다.
리히터스빌의 실업률은 2.41%이다. 2005년 기준으로 1차 경제 부문에 90명이 고용되어 있고, 이 부문에 약 32개 기업이 참여하고 있다. 1,178명의 사람들이 2차 부문에 고용되어 있고, 이 부문에 109개의 기업이 있다. 1684명의 사람들이 3차 부문에 고용되어 있으며, 이 부문에는 315개의 기업이 있다. 2007년 기준 노동인구의 48.8%가 상근직이고 51.3%가 파트타임직이다.
2008년 현재 리히터스빌에는 3,966명의 가톨릭 신자와 4,524명의 개신교 신자가 있다. 2000년 인구 조사에서 종교는 몇 가지 더 작은 범주로 분류되었다. 인구 조사에서 45%는 일종의 개신교였으며, 41.8%는 스위스 개혁 교회에 속했고 3.2%는 다른 개신교 교회에 속했다. 인구의 34.5%가 가톨릭 신자였다. 나머지 인구 중 2.9%는 이슬람교도, 4.5%는 다른 종교(목록에 없음), 3.2%는 무종교, 12.2%는 무신론자 또는 불가지론자였다.
도시의 역사적 인구는 다음과 같다:
| 년도 | 인구   |
| ---- | ------ |
| 1634 | 893    |
| 1850 | 3,203  |
| 1920 | 4,527  |
| 1940 | 4,554  |
| 1970 | 7,380  |
| 1990 | 9,882  |
| 2000 | 10,430 |
| 2010 | 12,336 |
| 2020 | 13,647 |

## 교통
시정촌은 A3 고속도로에 있다.
지자체에는 4개의 기차역이 있다. 리히터스빌역은 취리히호 좌안선에 있으며, 취리히 S-반 서비스 S2 및 S8의 정류장이다. 취리히 중앙역에서 차로 33분 거리에 있다. 부르크할덴역, 그뤼엔펠트역 및 잠슈타게른역은 모두 베덴스빌에서 아인지델른까지 가는 노선에 있으며, S13 서비스의 정류장이다.
질탈 취리히 위틀리베르크 철도(SZU)에서 제공하는 치머베르크 버스 노선(치머베르크버스)은 치머베르크 지역과 질 계곡의 일부를 연결한다.